# Gilly-lès-Cîteaux
 Gilly-lès-Cîteaux  es una población y comuna francesa, en la región de Borgoña, departamento de Côte-d'Or, en el distrito de Beaune y cantón de Nuits-Saint-Georges.

## Demografía
| 397 | 403 | 415 | 461 | 517 | 567 |
| Para los censos de 1962 a 1999 la población legal corresponde a la población sin duplicidades (Fuente: INSEE [Consultar]) |     |     |     |     |     |